# Germicide
Cet article court présente un sujet plus développé dans : Antiseptique.
Germicide est le terme désignant la capacité d'une solution, d'un objet, d'une radiation (radioactivité, lumière ultraviolette, infrarouge) ou d'une action capable de tuer des germes. 

## Classification
En fonction des cibles (bactéries, virus, champignons, on parlera de bactéricide, de virucide, de fongicide).

## Risques
Les germicides sont rarement anodins ; nombre d'entre eux sont toxiques et écotoxiques et/ou cancérigènes et/ou mutagènes à faible dose ou en cas d'exposition chronique. Dans les domaines industriel, agricole, vétérinaire et médical, un usage immodéré, à large échelle, ou inapproprié de germicides accroit le risque d'antibiorésistance.

## Dans la nature
Tous les organismes doivent se défendre contre des microbes pathogènes pour eux. 
De nombreux antibiotiques et germicides ont été trouvés dans la nature, ou sont imités ou inspirés (bioinspiration) de molécules de défense utilisées par des plantes, champignons, animaux ou micro-organismes pour se défendre contre des pathogènes qui les menacent. 
À titre d'exemple, diverses traditions de médecine traditionnelle utilisaient de la bouse de vache ou de yack pour soigner des plaies ; on a effectivement trouvé (en 2016) dans la bouse de yack un variant d'un micro-organisme (Bacillus velezensis) ayant des vertus germicides (par exemple très actives contre deux pathogènes Verticillium dahliae Kleb et Botrytis cinerea).